# TuttoRally
TuttoRally è una storica testata giornalistica italiana, specializzata in automobilismo sportivo, a cadenza mensile. È il magazine nazionale di riferimento dei rally italiani, oltre ad essere il più longevo. Il mensile, fondato a marzo del 1983, a marzo del 2013 ha festeggiato 30 anni di vita mandando in edicola un'edizione speciale, oltre a quella ordinaria, dedicata alla storia degli ultimi 30 anni del rallysmo internazionale e nazionale. La rivista ha interrotto le sue pubblicazioni a settembre 2023, nel suo quarantesimo anno di vita. Nel 2025 è stata acquisita dalla Emmeci Srl e ha ripreso le pubblicazioni prima online e poi cartacee. 

## La sede
La redazione di TuttoRally, in origine nel quartiere di Vanchiglietta a Torino, successivamente a Chieri, si è spostata a Collegno, in provincia di Torino, presso la casa editrice Emmeci, che edita anche altri periodici specializzati nel mondo dei motori: RS e oltre (rallyslalom e oltre), La mia auto, Grace classic & sport cars e I mezzi Agricoli.

## Storia
Il primo direttore responsabile della testata, registrata presso il Tribunale di Torino con l'autorizzazione numero 3257 del 12 febbraio 1983, è stato Beppe Barletti, giornalista sportivo in forze alla redazione Rai Piemonte. Il più duraturo Giovanni "Nanni" Barbero (che ne è stato anche l'editore fino al 2003), che nell'anno del trentennale della rivista ha tagliato il traguardo dei 27 anni ininterrotti di direzione.
Dalla redazione del mensile, in tre decenni, sono transitati alcuni tra i principali giornalisti sportivi del mondo automobilistico italiano e internazionale. Tra questi, Marco Cariati (attuale direttore responsabile), Guido Rancati (Gazzetta dello Sport), Sergio Remondino (Autosprint), Andrea Cordovani (Autosprint) e Martin Holmes (free lance inglese). Sulla rivista hanno anche scritto molti piloti e copiloti famosi impegnati nel Campionato del Mondo Rally, tra cui Marcus Grönholm, Tommi Mäkinen e Miki Biasion.

## Contenuti
La rivista, che esce nelle edicole di tutta Italia ogni 15 del mese, tratta principalmente dei maggiori campionati nazionali e internazionali disputati nella specialità dei rally e di altri argomenti correlati all'automobile, mantenendo sin dalla nascita una linea editoriale indipendente dagli interessi delle Case automobilistiche italiane coinvolte nella produzione di serie e nello sport.